# Anaplasmose
Als Anaplasmose wird eine bakterielle Infektionskrankheit bezeichnet, die durch Vertreter der Gattung Anaplasma hervorgerufen wird. Anaplasmen befallen Blutzellen, vermehren sich intrazellulär und werden durch Zecken übertragen. Die Behandlung erfolgt zumeist mit Doxycyclin.
Die wichtigsten Vertreter dieser Gattung sind:
- Anaplasma phagocytophilum: Erreger der Anaplasmose des Menschen (früher: Humane Granulozytäre Ehrlichiose, HGE). Empfänglich sind auch Wiederkäuer, Hunde (→ Canine Anaplasmose), Katzen und Pferde.
- Anaplasma marginale: Erreger der Anaplasmose der Wiederkäuer (Gallenseuche)
- Anaplasma platys: Erreger der Caninen Cyclischen Thrombozytopenie
- Anaplasma centrale: Erreger milder Erkrankungen bei Rindern
- Anaplasma ovis: Erreger milder Erkrankungen bei Schafen und Ziegen